# نادي ترفل لكرة قدم الصالات في أرمينيا
نادي ترفل لكرة الصالات  في أرمينيا
هو نادي محترف لكرة قدم الصالات مقره العاصمة يريفان.

## التاريخ
تم تأسيس النادي في عام 2015 من قبل شركة «أرمينيا للسياحة» وشاركت في الدوري الأوكراني لكرة القدم داخل الصالات. الا انهم، انتقلوا إلى المستوى الاحترافي وبدأوا اللعب في الدوري الأرميني الممتاز لكرة الصالات منذ موسم 2016-2017. احتل النادي المركز السادس من بين 7 مشاركين في موسم الافتتاح.

## المواسم
| Season  | Tier | Division       | Pos. |
| ------- | ---- | -------------- | ---- |
| 2016–17 | 1    | Premier League | 6th  |
| 2017–18 | 1    | Premier League |      |